# Rudolf Thomas (Politiker)
Rudolf Thomas (* 22. Mai 1844 in Wald; † 25. März 1920 in Godesberg) war ein deutscher Politiker und von 1877 bis 1910 Bürgermeister von Velbert.
Thomas wurde in Wald im Kreis Solingen geboren und arbeitete nach Absolvierung der Schulzeit als Volontär im Walder Bürgermeisteramt. Nach einigen Jahren in der Stadtverwaltung von Düsseldorf und Höhscheid war er kommissarischer Bürgermeister in Kronenberg und Hückeswagen, bevor er Bürgermeister der Stadt Richrath wurde. Nach zwei Jahren wurde er zum Bürgermeister von Velbert gewählt, ein Amt, das er am 30. Juni 1877 antrat. 
Thomas zeichnete sich durch seine erfolgreiche Verwaltungsarbeit aus. In seiner ersten zwölf Jahre dauernden Amtszeit ließ er 1880 erstmals einen Bebauungsplan erstellen, auf dessen Grundlage der weitere Stadtausbau geplant wurde. Zahlreiche Straßen der Velberter Innenstadt wurde in den folgenden Jahren neu gebaut, die Bevölkerung wuchs von etwa 10.000 im Jahr 1885 auf über 16.000 im Jahr 1895. Von 1887/1888 wurde das heutige Velberter Rathaus am heutigen Standort erbaut. 1889 wurde Thomas wieder gewählt. Von 1892 bis 1893 wurde neben das Rathaus das Velberter Amtsgericht gebaut. Der erste Amtsrichter war Walter Simons, der nach nur wenigen Jahren Velbert wieder verließ und später in der Weimarer Republik parteiloser Außenminister im Kabinett Fehrenbach war. Unter Rudolf Thomas errichtete die Stadt auch erstmals ein eigenes Krankenhaus, wie auch die Bevölkerung und die Industrie mit Wasser, Gas und Strom versorgt wurden. Im Jahr 1888 wurde Velbert an die Eisenbahn angeschlossen. Die Bevölkerung dankte es Thomas, indem sie ihn 1901 erneut wiederwählte. Als Thomas am 31. Oktober 1910 in den Ruhestand ging, hatte sich das Volumen des städtischen Haushalts mehr als verzehnfacht. 
Für seine Verdienste um die Stadt wurde er 1910 zum Ehrenbürger ernannt. Er starb 1920 in Godesberg.